# یویا یاگیرا
یویا یاگیرا (انگلیسی: Yūya Yagira؛ زادهٔ ۲۶ مارس ۱۹۹۰) یک هنرپیشه اهل ژاپن است. او برای اولین بار به عنوان نقش اصلی در فیلم هیچ‌کس نمی‌داند (فیلم ۲۰۰۴) بازی کرد.